# Котт, Вилхелмина
Вилхелмина "Минни" Котт (англ. Wilhelmina "Minnie" Kott, урожд. Геринджер (англ. Geringer); 7 марта 1880 года — 6 сентября 1994 года) — американская долгожительница. С 7 мая 1994 года до своей смерти являлась старейшим живущим человеком в США. До 18 февраля 2022 года, она входила в топ 100 старейших людей в мировой истории.  Её возраст составлял 114 лет 183 дня.

## Биография
Вилхелмина родилась 7 марта 1880 года (или 1879, исследователи расходятся во мнениях по поводу её года рождения) в Перу, Иллинойс. Она была третьей из 16 детей. Её отец Джордж Геринджер участвовал в Гражданской войне. В 1881 году она переехала с семьёй в Бриджпорт Чикаго. Вилхелмина вышла замуж за Чарльза Котта в 1899 году. В 1940 году она вместе с мужем переехала в район Авалон, а в 1966 в район Райтвуд, где жил её внук.
С возрастом Вилхелмина ослепла из-за катаракты, пока в возрасте около 100 лет ей не прооперировали один глаз.
После смерти Маргарет Скит в мае 1994 года, Вилхелмина стала старейшим жителем США.
Вилхелмина Котт скончалась 6 сентября 1994 года в возрасте 114 лет, 183 дня.
До последних дней Вилхелмина была источником разных историй для её семьи. Она никогда не пила и не курила, а также увлекалась Чикаго Уайт Сокс.

## См.также
- Долгожитель
- Список старейших людей в мире
- Список старейших женщин
- Супердолгожители США